# آنتونی برانکر
آنتونی برانکر (انگلیسی: Anthony Branker؛ زادهٔ ۲۸ اوت ۱۹۵۸) آهنگساز، و موزیسین جاز اهل ایالات متحده آمریکا است.
وی همچنین برندهٔ جوایزی همچون برنامه فولبرایت شده‌است.

## تحصیلات
او از دانش‌آموختگان دانشگاه پرینستون است.